# Weste (Niedersachsen)
Weste ist eine Gemeinde in der Lüneburger Heide im Landkreis Uelzen, Niedersachsen. Die Gemeinde Weste gehört zur Samtgemeinde Bevensen-Ebstorf. Die Gemeinde liegt an der Bahnstrecke Uelzen–Dannenberg.

## Gemeindegliederung
Die Gemeinde Weste besteht aus den Ortsteilen Weste, Hagen, Höver, Oetzendorf (bis 10. September 1936 Oitzendorf), Schlagte, Testorf und Weste-Bahnhof sowie dem Wohnplatz Westersunderberg.

## Politik

### Gemeinderat
Der Rat der Gemeinde Weste setzt sich theoretisch aus neun Ratsfrauen und Ratsherren zusammen.
| Wahljahr                                                                                                 | CDU        | SPD         | FDP        | Gesamt   |
| 2021 | 6 (65,0 %) | 1* (23,8 %) | 1 (11,2 %) | 8 Sitze* |
| 2011 | 7 (64,3 %) | 4 (35,7 %)  | -          | 11 Sitze |
| (*Nach Stimmenanteil stünden der SPD zwei Sitze zu, mangels Kandidaten kann sie aber nur einen besetzen) |            |             |            |          |

Letzte Kommunalwahl am 12. September 2021

### Bürgermeister/Verwaltung
Bürgermeister ist Achim Ritzer (CDU). Die Gemeindeverwaltung befindet sich im Feuerwehrhaus.

### Wappen
Die Blasonierung lautet: Das Wappen zeigt ein goldenes Schild, geteilt durch einen roten Zickzackbalken mit drei Spitzen, auf dessen mittlerer Spitze zwei gekreuzte, nach außen blickende rote Pferdeköpfe, darunter eine blaue Kornblume mit fünf Blütenblättern.

## Kultur und Sehenswürdigkeiten
- Die neugotische Kapelle zu Höver steht ebenso unter Denkmalschutz wie die Glockentürme in Testorf und Weste selbst.
- Eine weitere Sehenswürdigkeit ist der Heidefriedhof zwischen Weste und Testorf.

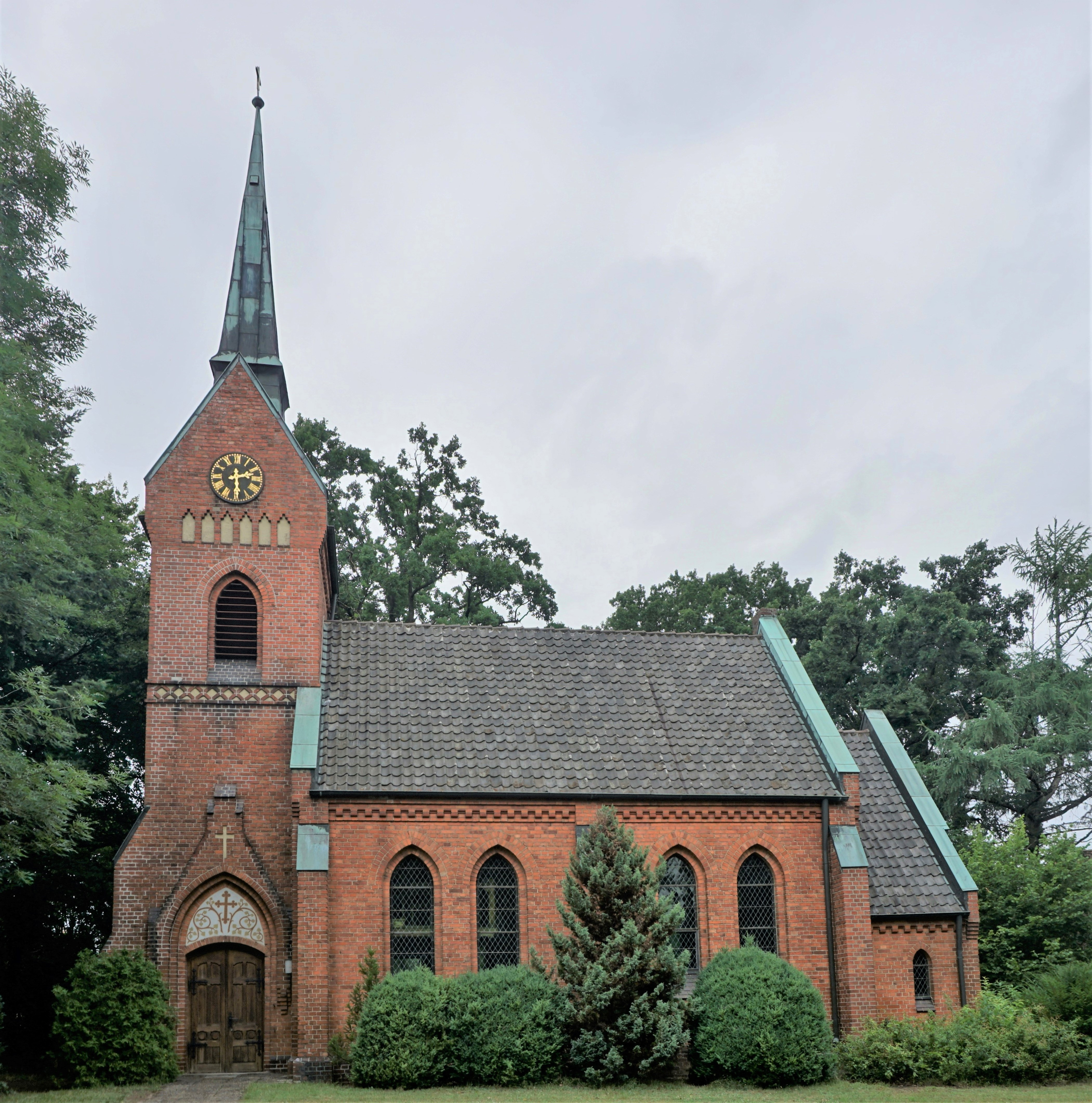
Kapelle zu Höver
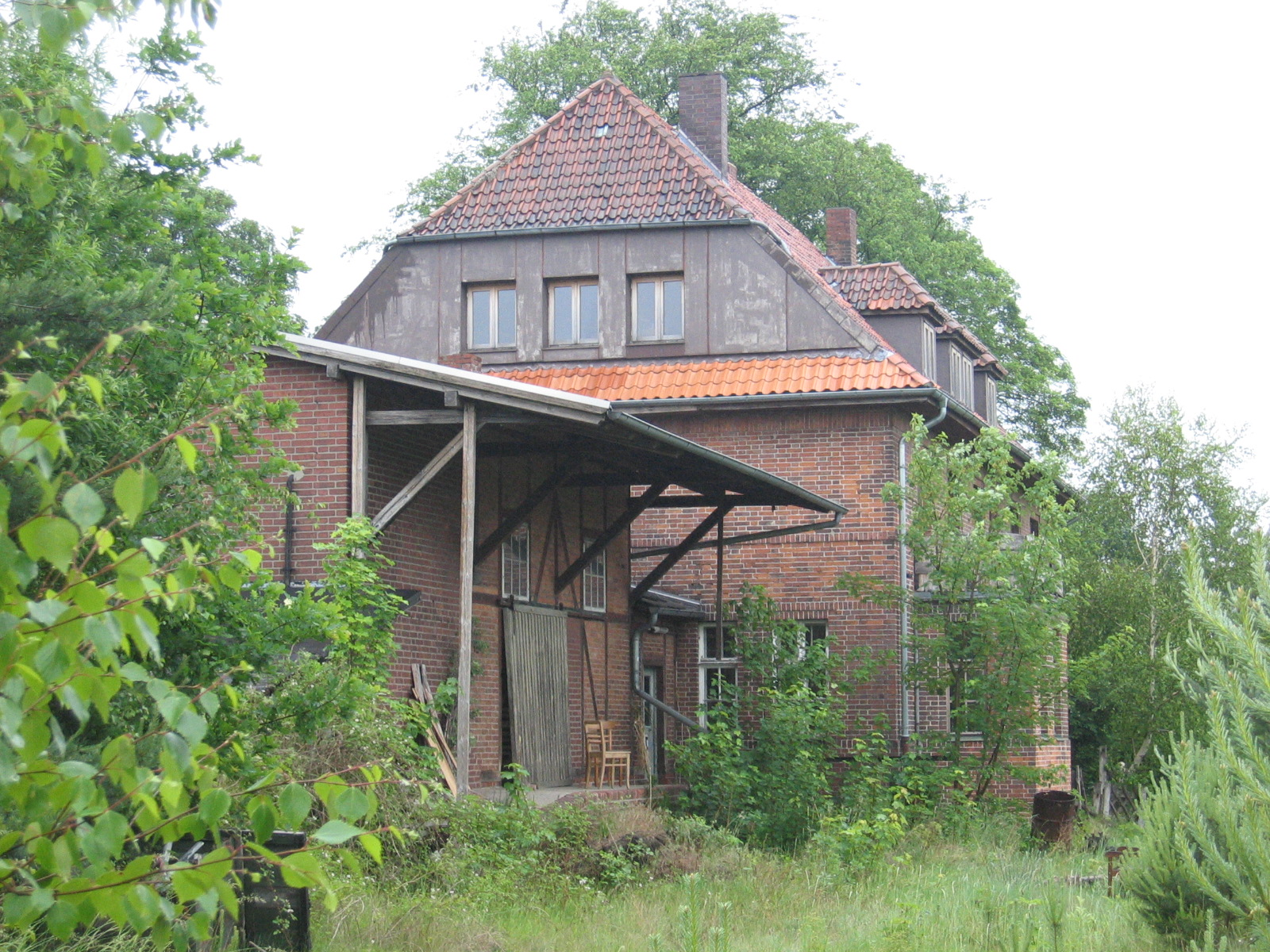
Bahnhof in Weste
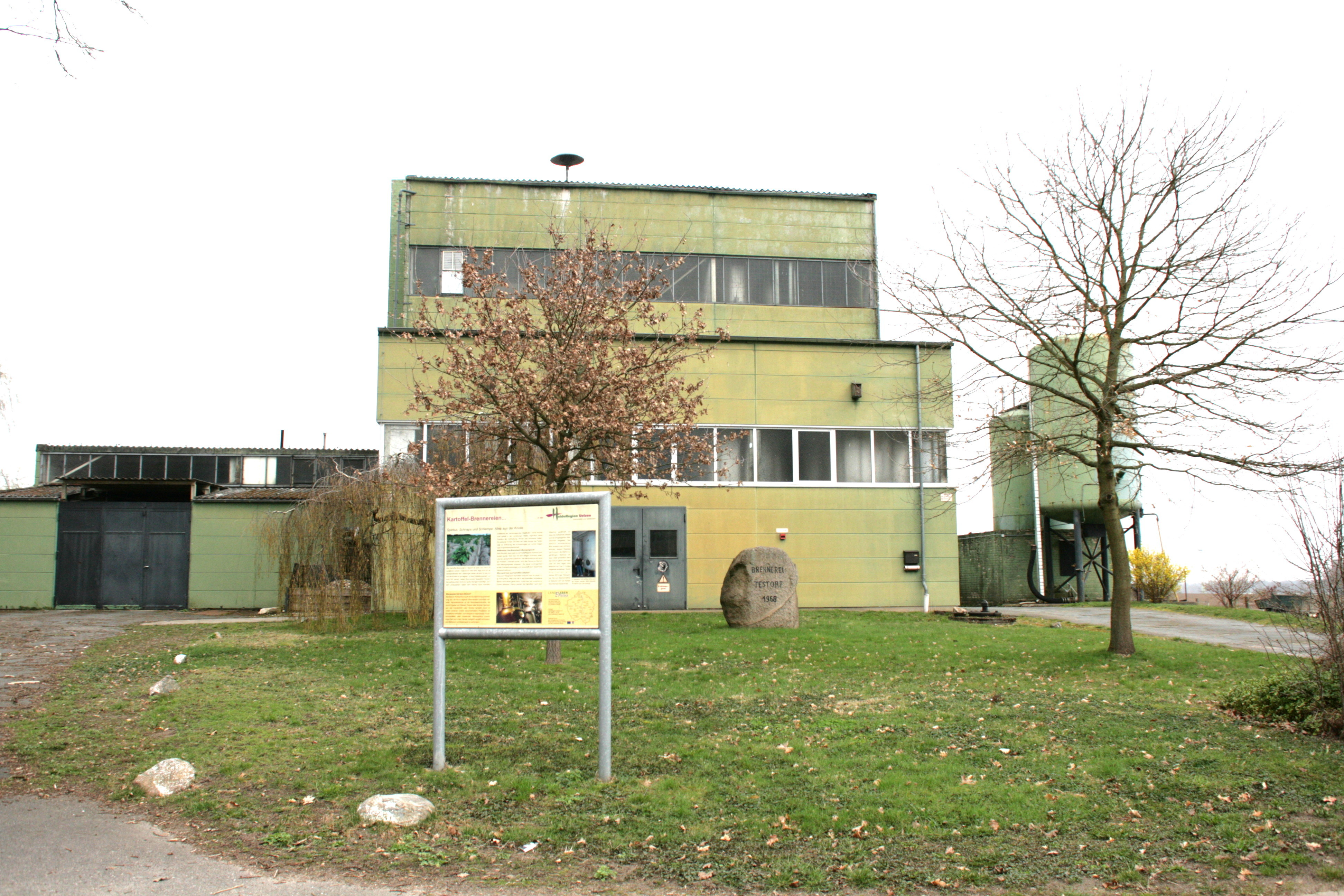
Kartoffelbrennerei in Testorf
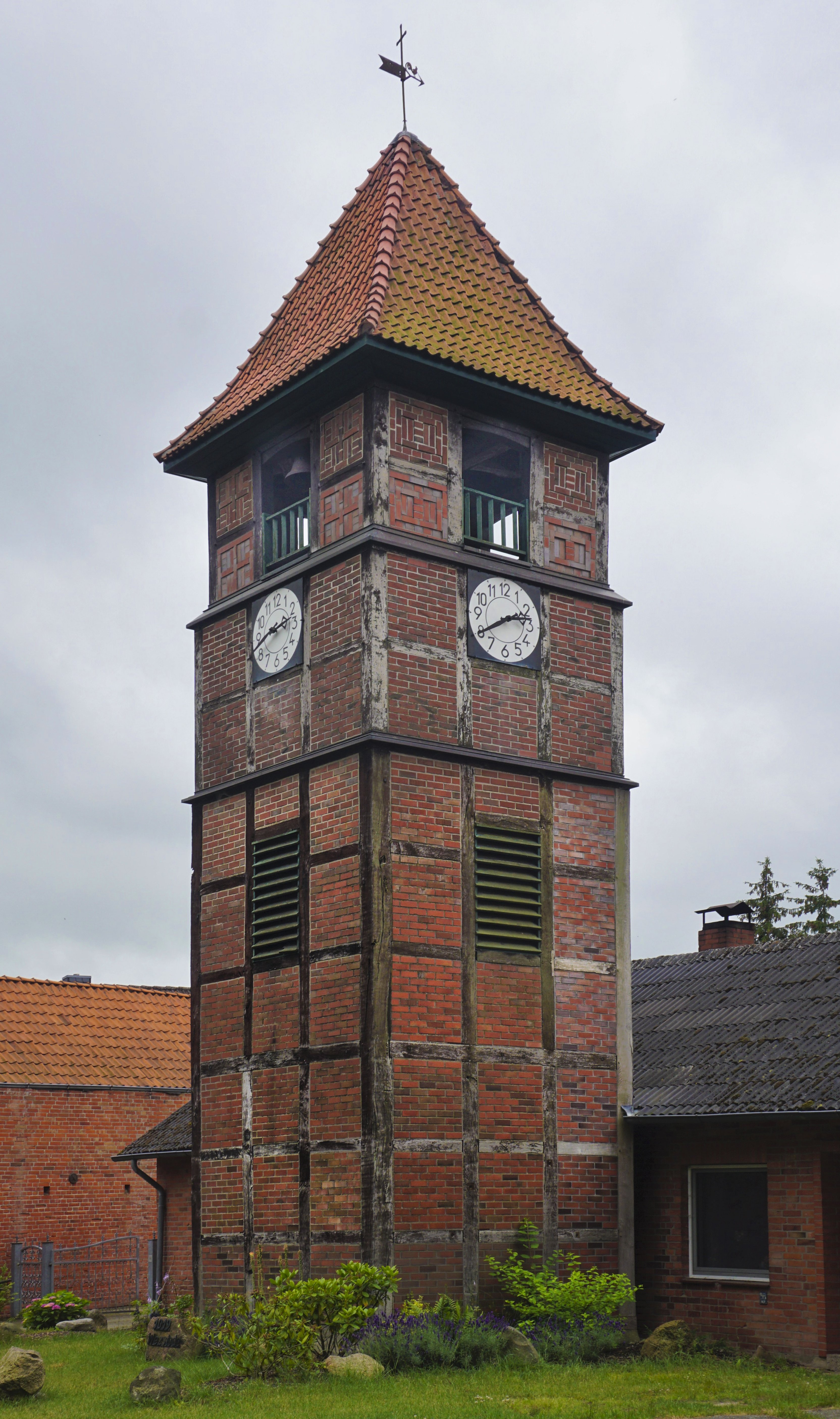
Denkmalgeschützter Glockenturm der Kapelle zu Weste

## Persönlichkeiten
- Heinrich Heine (* 28. August 1860 in Weste; † 12. März 1931 in Nordhausen), Lehrer und Heimatforscher